# Смит, Этель
Этель Смит (англ. Ethel Smyth; 22 апреля 1858 — 8 мая 1944) — английская женщина-композитор, одна из лидеров движения суфражисток. В числе работ Этель Смит — камерные произведения, симфонии, произведения для хора, оперы, оперетты.

## Биография
Смит родилась в Уокинге, графство Суррей в семье генерал-майора британской Королевской артиллерии и была одной из восьми детей. Её семья не имела ничего против поверхностного интереса дочери к музыке, и её интереса к Вагнеру и Берлиозу, но возражала против того, чтобы их дочь начала заниматься музыкой профессионально. Только после крупной ссоры с семьёй, ей было разрешено учиться музыке в Лейпцигской консерватории, где одним из её профессоров был Карл Рейнеке, и параллельно брать частные уроки у Генриха фон Герцогенберга). В консерватории Этель Смит познакомилась с некоторыми известными композиторами, в том числе Дворжаком, Григом и Чайковским, но процесс обучение показался ей организованным некачественно, и Смит покинула учебное заведение через год. Герцогенберг познакомил ученицу с Кларой Шуман и Брамсом, большое впечатление на неё произвело также общение с Энгельбертом Рёнтгеном и его семьёй.
В 1910 году Смит присоединилась к Женскому социально-политическому союзу — организации, боровшейся за предоставление женщинам избирательных прав, и на два года отказалась от музыки, посвятив себя активизму. Её «Марш женщин» (1911) стал гимном движения за избирательные права женщин, хотя суфражистки чаще просто выкрикивали слова «марша» (авторства Сесилии Гамильтон), чем исполняли мелодию авторства Смит. Когда лидер Союза, Эммелин Панкхёрст, призвала членов разбивать окна антисуфражистских политиков в качестве протеста, Смит — наряду с 108 другими дамами — так и сделала. После этого она два месяца пробыла в тюрьме Холлоуэй. Когда Томас Бичем пошёл навестить её там, то обнаружил суфражисток, идущих четырёхугольником по двору и поющих, в то время, как Смит, высовываясь из окна камеры, дирижирировала, используя зубную щетку вместо дирижёрской палочки.
В 1922 году Смит стала дамой-коммандором Ордена Британской империи.

## Личная жизнь
Смит была склонна к сильным романтическим чувствам, чаще всего к женщинам. Она писала Гарри Брюстеру, который, возможно, был её единственным возлюбленным-мужчиной: «для меня легче страстно любить мой собственный пол, а не ваш», называя это «вечной загадкой». Смит была в одно время влюблена в замужнюю суфражистку Эммелин Пэнкхёрст, председательницу Союза. В возрасте 71 года она влюбилась в писательницу Вирджинию Вулф, которая, встревоженная и довольная, сказала подругам, что «это — как будто быть пойманной большим старым крабом»; в результате женщины стали друзьями.

## Последние годы
В последние годы у Смит ухудшился слух, и она больше почти не писала музыку, а вместо этого занялась литературным творчеством, в частности, созданием автобиографических очерков. Смит скончалась в своем родном городке Уокинг в возрасте 86 лет, и была там кремирована согласно завещанию.